# BMW 028
Das BMW 028 (Projekt-Nr. 3320) war der Entwurf eines Propellerturbinentriebwerks (PTL-Triebwerk) des Herstellers BMW Flugmotorenbau GmbH aus den Jahren 1941/42. Gefordert war ein Triebwerk hoher Wirtschaftlichkeit (vor allem bei Teillast) zur Verwendung in Flugzeugen mit großer Reichweite und hoher Reisegeschwindigkeit. Bei der Verwendung von PTL-Triebwerken versprach man sich selbst im Schnellflug Kraftstoffeinsparungen von 10 bis 20 %.
Das BMW 028 sollte eine Wellenleistung von 3456 kW (4700 PS) erreichen, was zusammen mit dem Restschub eine Wellenvergleichsleistung von ca. 4830 kW (6570 PS) beim Start ergeben hätte. Bei einer Geschwindigkeit von 640 km/h in 6100 m Flughöhe sollte es eine Wellenvergleichsleistung von 5840 kW (7940 PS) abgeben. Vorgesehen waren  zwei gegenläufige Koaxialpropeller.
Für die Flugerprobung wäre eine Heinkel He 177 verwendet worden. Als Einsatzflugzeug wäre die Messerschmitt Me 264 in Frage gekommen.
Aufgrund von geänderten Prioritäten in der Luftwaffenführung wurde das PTL-Projekt bereits 1942 in ein Turbinen-Luftstrahltriebwerk-Projekt (BMW 018) abgeändert. Es ist kein einziger Prototyp gebaut worden.

## Technische Daten
- Durchmesser: 1250 mm
- Gewicht (trocken) mit Propelleranlage: 3600 kg
- Wellenvergleichsleistung beim Start: 4830 kW (6570 PS)
- Luftdurchsatz: 44 kg/s
- Spezifischer Verbrauch: ca. 1,0 kg/kp/h